# Luigi Novarese
Luigi Novarese, né le 29 juillet 1914 à Casale Monferrato (Italie) et décédé le 20 juillet 1984 à Rocca Priora (Italie) est un prêtre catholique italien, fondateur des associations du Centre de la souffrance, du Silence opéré de la Croix et de la Ligue des Prêtres Mariannes et des Frères du malade. Il est vénéré comme bienheureux par l'Église catholique.

## Biographie

### Jeunesse et vocation
Luigi est né le 29 juillet 1914 à Casale Monferrato, au sein d'une famille d'agriculteurs. Il est le dernier de neuf enfants. Après la mort de son père, lui et ses frères et sœurs sont élevés seuls par leur mère. En 1923, à l'âge de neuf ans, on lui diagnostique une grave tuberculose osseuse, contractée à cause d'une chute. La maladie est incurable et les médecins le considèrent perdu. Pour lui procurer les meilleurs soins, sa mère n'hésite pas à vendre la propriété familiale. Cependant, en 1930, à cause d'une aggravation de la maladie, Luigi est hospitalisé. Après avoir été confié à Marie Auxiliatrice par les salésiens, il ressort totalement guéri en mai 1931, à l'âge de 17 ans.
Après cette guérison que l'on pourrait qualifier de miraculeuse, il décide de consacrer sa vie aux malades et s'inscrit à la Faculté de Médecine. Mais, avec le décès de sa mère, en 1935, il perçoit que devenir médecin n'est pas sa vocation. Luigi entre alors au séminaire de sa ville natale. Il poursuit ses études aux facultés de théologie et de Droit canon de l'Université grégorienne de Rome. Le 17 décembre 1938 il est ordonné prêtre dans la Basilique Saint-Jean-de-Latran à Rome. 

### Au service du Saint-Siège
Le 1er mai 1942, à l'invitation du substitut du secrétaire d’État du Vatican, Mgr Giovanni Battista Montini, futur pape Paul VI, il entre au service de la Secrétairerie du Saint-Siège. Il y restera jusqu'au 12 mai 1970.

### Fondateur
Sa carrière prometteuse au sein du Saint-Siège ne le détourne pas de son engagement premier: le service des malades. Le 17 mai 1943, Novarese fonde la 'Ligue des Prêtres Mariannes', qui a pour but d'aider les prêtres blessés, malades ou en grave difficultés économiques à cause de la guerre. En 1949, le Pape Pie XII l'encourage à donner des émissions sur les malades et son œuvre sur Radio Vatican.
L'année suivante, en 1950, il donne naissance aux 'Travailleurs silencieux de la Croix', une association de fidèles engagée à éclairer les patients sur le sens de la maladie selon la spiritualité chrétienne et les soutenir dans leurs activités. La même année, Don Luigi crée une revue mensuelle pour les membres du Centre de la Souffrance.
En 1952, il met en chantier la construction de la Maison du Cœur immaculé de Marie, qui s'ouvre le 23 mai 1960. C'est une maison de retraite unique pour les personnes âgés plongées dans la maladie. Dix ans plus tard, le pape Jean XXIII le nomme aumônier hospitalier général, c'est-à-dire qu'il doit prendre soin et organiser l'assistance religieuse dans les hôpitaux en Italie. Dans ces années, il se consacra beaucoup aux personnes handicapées.

### Dernières années

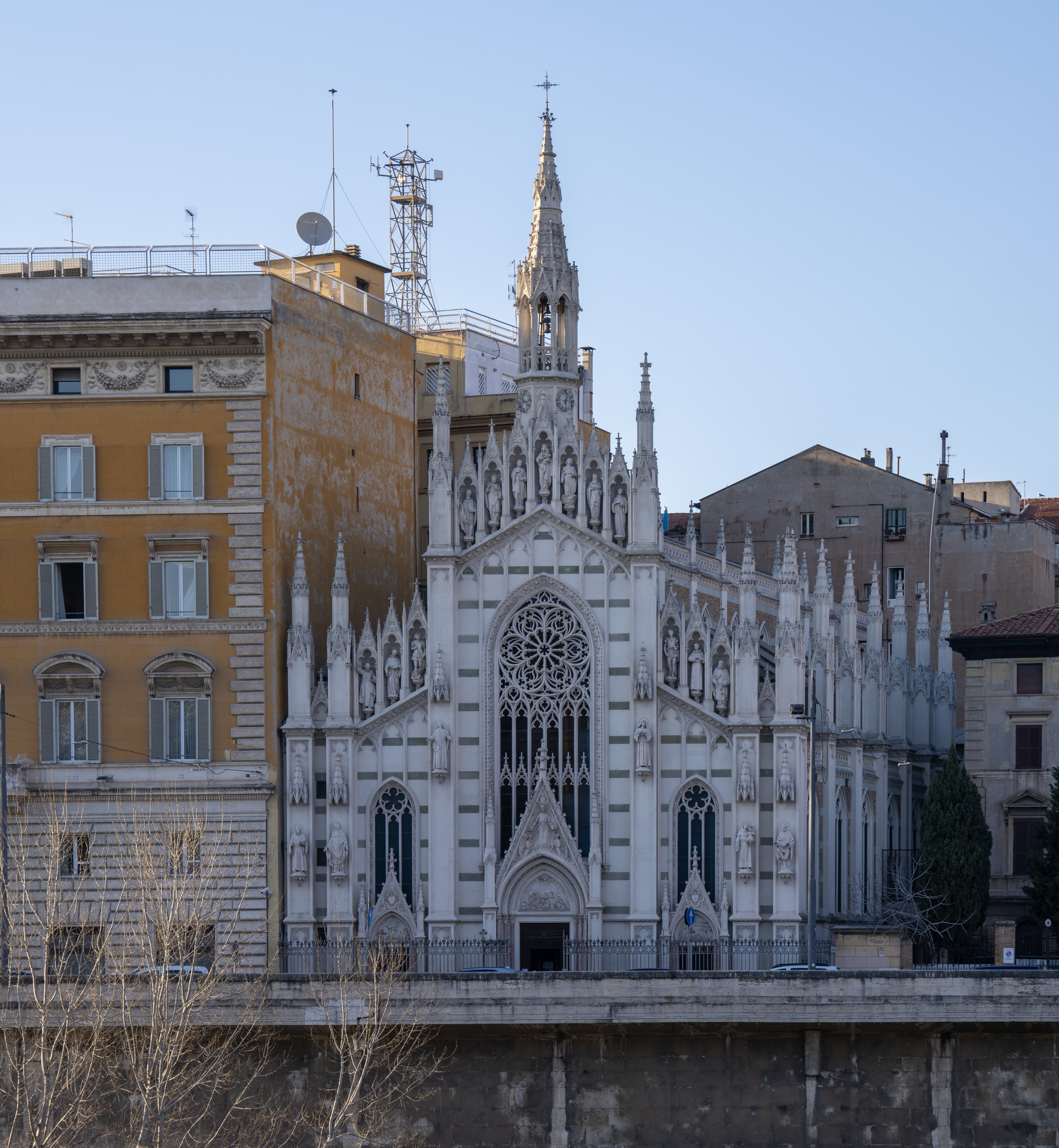
Église Sacro Cuore del Suffragio à Rome, lieu de sépulture de Mgr Novarese

En 1970, il quitte la Secrétairerie du Saint-Siège et entre alors au service de la Conférence des évêques italiens, où il s'occupe de la pastorale. Il quitte la Conférence en 1977 pour se consacrer entièrement à son œuvre. Il donne des conférences, fonde des centres, des groupes de prières et autres activités ayant pour but de notamment de sortir les malades de leur isolement. 
Luigi Novarese meurt le 20 juillet 1984 à Rocca Priora, près de Rome. Il est enterré dans l'église Sacro Cuore del Suffragio à Rome.

## Béatification et canonisation
La cause pour sa béatification et canonisation s'est ouverte le 17 septembre 1989 dans le diocèse de Frascati. En 2007, l'enquête diocésaine et validée et la cause est transmise à Rome afin d'y être étudiée par la Congrégation pour les causes des saints. 
Le 27 mars 2010, le pape Benoît XVI reconnaît l'héroïcité de ses vertus et le déclare vénérable. 
Le 19 décembre 2011, un miracle dû à son intercession et reconnu authentique par le Saint-Siège. Luigi Novarese est ainsi béatifié le 11 mai 2013 dans la Basilique Saint-Paul-hors-les-Murs à Rome. La cérémonie est présidée par le cardinal Tarcisio Bertone, représentant le pape François.
Le Bienheureux Luigi Novarese est liturgiquement commémoré le 20 juillet.